# James Goldsmith
James Goldsmith (* 26. Februar 1933 in Paris; † 18. Juli 1997 in Benahavís, Spanien) war ein britisch-französischer Milliardär, der als corporate raider („Heuschrecke“) galt. Zum Ende seines Lebens war er als europakritischer Politiker tätig und von 1994 bis zu seinem Tod Mitglied des Europäischen Parlaments für das Mouvement pour la France.

## Leben
Goldsmith stammte aus der reichen jüdischen Familie Goldschmidt, die ihre Wurzeln in Deutschland, hauptsächlich Frankfurt am Main, hat. Sein Großvater Adolph Benedikt Hayum Goldschmidt war Mitinhaber der Frankfurter Bank B.H. Goldschmidt. 1895 emigrierte dieser mit seinem Sohn Frank Goldsmith, geboren als Franck Adolphe Benedict Goldschmidt, von Frankfurt am Main erst nach Paris und dann nach London. Frank Goldsmith wurde 1910 in das britische Unterhaus gewählt. Dessen Söhne waren James Goldsmith und der Umweltschützer Edward Goldsmith.
Nachdem James Goldsmith mit 17 Jahren das Eton College ohne Abschluss verlassen hatte, trieb er sich als Spieler und Playboy herum. In den 1950ern begann er seine Geschäftskarriere mit dem Handel von Generika. 1957 traf er den Banker Selim Zilkha, der ihm Geld für die Expansion lieh. Mit Zilkha gründete er 1961 die Handelskette Mothercare. Seinen Durchbruch erreichte er mit dem Schlankheitsmittel „Milical“.
In den nächsten Jahrzehnten machte er viele erfolgreiche Investments, wie z. B. Cavenham Foods, Cavenham Forest Industries und Grand Union. Zunächst kaufte er unter eigenem Namen, später unter dem seiner Gesellschaft Générale Occidentale.
1986 verdiente er 90 Mio. US-Dollar bei dem Versuch einer feindlichen Übernahme der Goodyear Tire & Rubber Company.
1990 verkaufte er sein Hauptunternehmen an James Hanson. Nachdem er 1991 seinen endgültigen Abschied aus dem Geschäftsleben bekanntgab, wandte er sich der Politik zu. 1994 veröffentlichte er das Buch The Trap. Er unterstützte Philippe de Villiers bei der Gründung seiner Partei Mouvement pour la France und gründete im November 1994 in Großbritannien die Referendum Party. Er wurde 1994 in Frankreich auf Villiers Liste Majorité pour l’autre Europe ins Europäische Parlament gewählt. Dort war er Vorsitzender der euroskeptischen Fraktion Europa der Nationen, Vorsitzender der Delegation für die Beziehungen zu Kanada und Mitglied des Ausschusses für Außenwirtschaftsbeziehungen.
Goldsmith war dreimal verheiratet und hatte acht Kinder. Seine dritte Ehefrau war Lady Annabel Goldsmith (geborene Vane-Tempest-Stewart, geschiedene Birley), nach der der exklusive Londoner Nachtclub Annabel’s benannt ist. Aus dieser Ehe entstammen die Tochter Jemima Goldsmith (* 1974), Modedesignerin, Journalistin, Filmproduzentin und geschiedene Ehefrau des pakistanischen Premierministers Imran Khan; sowie die Söhne Zac Goldsmith (* 1975), Politiker der Conservative Party, und Ben Goldsmith (* 1980), der Finanzier und Umweltaktivist ist.